# Louis Cousin
Pour les articles homonymes, voir Cousin.
Louis Cousin, dit « le président Cousin », né à Paris le 21 août 1627 et mort à Paris le 26 février 1707, est un historien et traducteur français, avocat, censeur royal et président de la cour des monnaies.
C'est le 3e membre à l'Académie française.

## Sa vie et son œuvre
Destiné tout d'abord à l'état ecclésiastique, il fait des études de théologie et il est reçu bachelier. Puis, les circonstances de sa famille ayant changé, il accomplit des études de droit et exerce pendant plusieurs années la profession d'avocat, pour devenir ensuite président de la cour des Monnaies et censeur royal. Les loisirs que lui laissent ses fonctions lui permettent de se consacrer à la traduction des historiens grecs. Son travail est jugé ainsi par Voltaire :

« Personne n'a plus ouvert que lui les sources de l’histoire. Ses traductions de la collection byzantine et d'Eusèbe de Césarée ont mis tout le monde en état de juger du vrai et du faux, et de connaître avec quels préjugés et quel esprit de parti l'histoire a été presque toujours écrite. On lui doit beaucoup de traductions d'historiens grecs, que lui seul a fait connaître. »

De 1687 à 1701, le président Cousin est le rédacteur du Journal des sçavans. Louis de Sacy dit à propos de ses comptes rendus :

« Les devoirs d'un Historien furent toute sa règle, il sçavoit qu'on ne luy demande que du choix, de l'ordre, de la clarté, de la fidélité, & que le plus grand de tous les vices, c'est d'être partial ou malin. »

Jugement que d'Alembert reprend en ces termes dans ses Éloges :

« Jamais il n'oublia que dans ses extraits, il était rapporteur et non juge. Il était plus attentif à déterrer dans le fumier la perle qui s'y cachait, qu'à remuer fastidieusement un monceau de décombres pour en écraser le malheureux qui avait eu la sottise de les rassembler. »

Les qualités dont fait montre le président Cousin lui valent d'être élu membre de l'Académie française en 1697, élection que d'Alembert commente ainsi :

« Traducteur, journaliste et censeur, le président Cousin semblait avoir borné son travail à s’exercer sur celui des autres. Néanmoins, la fidélité de ses traductions et le mérite de son journal, le firent juger digne d'entrer à l'Académie. Il remplit parfaitement l'idée qu'on avait eue de lui, par le savoir qu'il montra dans les assemblées, et par un caractère de douceur, de politesse et de modestie qui le rendirent cher à ses confrères. Si l'Académie est une société de gens de lettres, c'est, avant toutes choses, une société ; et si le mérite seul a le droit de frapper aux portes de cette Compagnie, c'est aux qualités sociales à les faire ouvrir. »

À sa mort, le président Cousin légua sa bibliothèque à l'abbaye Saint-Victor (à la condition que, conformément à ses dispositions testamentaires, elle soit rendue publique en 1707[réf. nécessaire]), qu'il dota également d'un fonds important pour l'augmenter, et fonda six bourses à l'université de Paris. Il fut inhumé en l'église Saint-André-des-Arts.

## Ouvrages
- Histoire de Constantinople depuis le règne de Justin jusqu’à la fin de l'Empire, traduite sur les originaux grecs par Cousin (8 volumes, 1672-1685)
- Histoire de l'Église, écrite par Eusèbe de Césarée, Socrate le Scolastique, Sozomène, Théodoret de Cyr et Évagre le Scholastique traduite par M. Cousin (4 volumes, 1675-1676 ; réédition 1686)
- Les Principes et les règles de la vie chrétienne, traité composé en latin par M. le cardinal Bona et traduit en françois par M. Cousin (1675)
- Histoire romaine, écrite par Xiphilin, par Zonare et par Zosime, traduite sur les originaux grecs par M. Cousin (1678)
- Histoire de l'Empire d'Occident de Xiphilin, traduite par le président Cousin (2 volumes, 1683)
- Discours de Clément Alexandrin pour exhorter les payens à embrasser la religion chrétienne, traduit par Mr Cousin (1684)
- Discours d'Eusèbe, touchant les miracles attribués par les payens à Apollonius de Thyane, traduit par M. Cousin (1684)
- La Morale de Confucius, philosophe de la Chine (1688). Attribué. Texte en ligne
- Histoire de plusieurs saints des maisons des comtes de Tonnerre et de Clermont (1698)
- Histoire de l'Église
  - Tome 1 : l'Histoire ecclésiastique d'Eusèbe
  - Tome 1 bis : la Vie de Constantin, le Discours de Constantin et l'éloge de Constantin, par Eusèbe
  - Tome 2 : l'Histoire ecclésiastique de Socrate
  - Tome 3 : l'Histoire ecclésiastique de Sozomène
  - Tome 4 : l'Histoire ecclésiastique de Théodoret (édition de 1676)